# Manipulator elastyczny
Manipulator elastyczny to taki manipulator robotyczny, w którym duże znaczenie odgrywa elastyczność.
Elastyczność dzieli się na dwa rodzaje:
1. elastyczność w ramionach – która występuje przy długich ramionach manipulatora wykonanych z lekkich metali (np. aluminium) oraz przy ciężkich ładunkach,
2. elastyczność w przegubach – która pojawia się przy stosowaniu przekładni oraz przy przekazywaniu energii z silników do ramion.

W pierwszym wypadku ramię dzieli się na kilka oddzielnych kawałków i stosuje dodatkowe zabiegi, aby obliczyć kinematykę. Jest to jednak bardzo skomplikowane zagadnienie i najczęściej o elastyczności mówi się w sensie elastyczności w przegubach.

## Model manipulatora
Model matematyczny manipulatora elastycznego różni się od wcześniejszych modeli stosowanych w algorytmach sterowania.
{\displaystyle M_{1}(q_{1})q''_{1}+C_{1}(q_{1},q'_{1})q'_{1}+G_{1}(q_{1})+K(q_{1}-q_{2})=0,}
{\displaystyle Iq''_{2}+K(q_{2}-q_{1})=u,}
gdzie:
{\displaystyle M_{1}(q_{1})} – macierz bezwładności manipulatora bez momentów bezwładności silników,
{\displaystyle I} – macierz momentów bezwładności silników,
{\displaystyle K} – sprężystość połączenia pomiędzy silnikiem a ramieniem.
Jeżeli {\displaystyle K} jest bardzo duże, to {\displaystyle q_{1}\to q_{2}.}

## Algorytmy sterowania
W przypadku manipulatorów elastycznych stosuje się następujące algorytmy:
- algorytm linearyzacji statycznej,
- algorytm całkowania wstecznego.